# St.-Lamberti-Kirche (Selsingen)

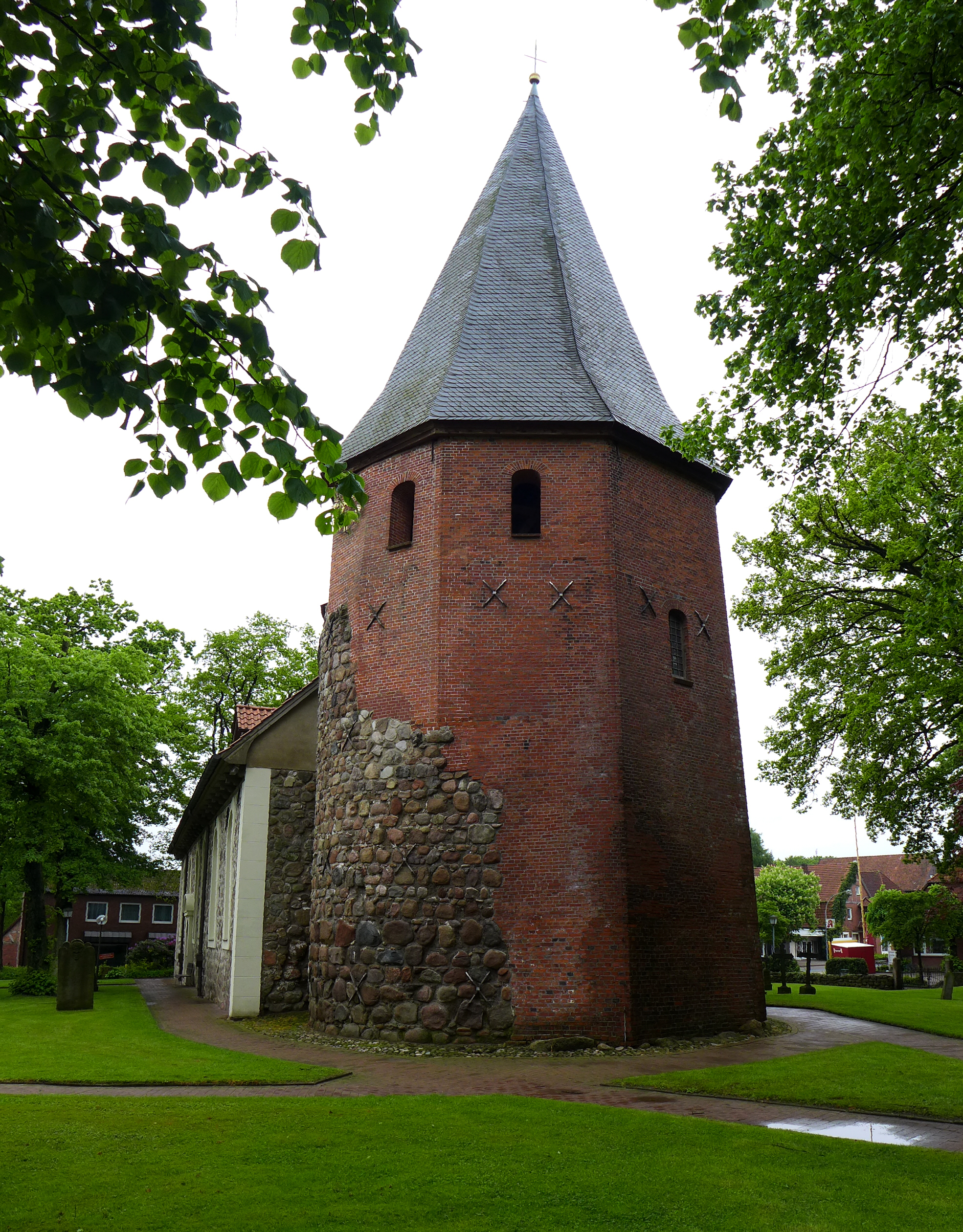
St.-Lamberti-Kirche

Die evangelisch-lutherische denkmalgeschützte St.-Lamberti-Kirche steht im Kernort von Selsingen, einer Gemeinde im Landkreis Rotenburg (Wümme) in Niedersachsen. Sie gehört und dient einer Kirchengemeinde im Kirchenkreis Rotenburg (Wümme) im Sprengel Stade in der Evangelisch-lutherischen Landeskirche Hannovers.

## Beschreibung
Die rechteckige Saalkirche aus den Feldsteinen des Vorgängerbaues wurde 1725 auf dem Platz, an dem vorher eine kleinere Kirche aus dem 11. Jahrhundert stand, neu gebaut, weil die alte Kirche zu klein geworden war. Der nördliche Mauerstumpf des ehemaligen Rundturms im Westen wurde nach seiner Zerstörung polygonal in Backstein erneuert und mit einem schiefergedeckten Zeltdach versehen. In ihm hängen fünf Glocken, die älteste wurde 1469 von Hinrich Klinghe gegossen, die anderen vier stammen aus den 1950er Jahren. Das Kirchenschiff hat große Bogenfenster.

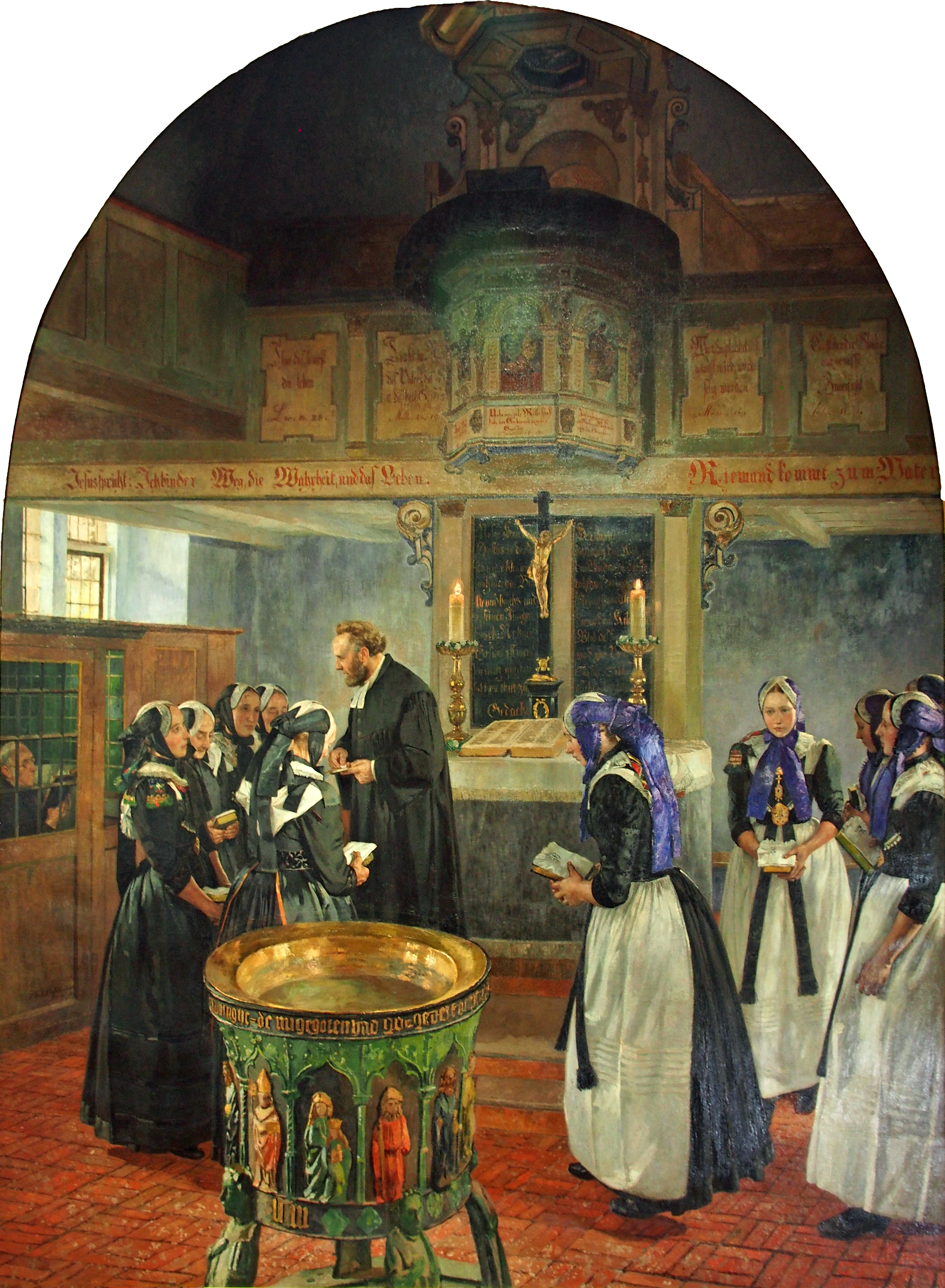
Christian Ludwig Bokelmann: Abendmahl in Selsingen (1893/94)

Der Innenraum ist mit einem Tonnengewölbe überspannt und hat dreiseitig umlaufende Emporen. Die Kanzel von 1642 wurde 1725 in die Brüstung der Ostempore eingelassen und mit einem neuen Schalldeckel versehen. Das bronzene Taufbecken befand sich bis 1675 in der St.-Cosmae-et-Damiani-Kirche in Stade, von 1675 bis 1733 in der Pankratiuskirche und wurde nach deren Abbruch nach Selsingen verkauft. Auch der Kanzelaltar von 1642 war ursprünglich für die Pankratiuskirche in Stade geschaffen worden. Über dem schlichten Altartisch, von dem die Schranken erst 1962 entfernt wurden, schwebt die Kanzel mit der geometrischen Grundform eines Siebenecks vor der Rückwand. Die Kanzel trägt im vorderen Teil das Wappen derer zu Zesterfleth, die im Nachbardorf Ober Ochtenhausen ihren Stammsitz hatten. Den Abschluss bildet der Schalldeckel mit Jesus Christus, der die Erdfigur trägt.

## Funktion im Rahmen der Seedorfer Kaserne
In der Kaserne des Nachbarortes Seedorf sind seit einigen Jahren Fallschirmjäger der Bundeswehr stationiert. Da Seedorf selbst über keine Kirche verfügt, finden kirchliche Veranstaltungen – beispielsweise Trauerfeiern für Gefallene – in der St.-Lamberti-Kirche statt. In diesem Rahmen waren u. a. Angela Merkel oder die jeweils amtsführenden Verteidigungsminister bzw. -ministerinnen anwesend.